# Maria Dietz
Maria Dietz (7 de fevereiro de 1894 – 12 de abril de 1980) foi uma política alemã da União Democrata-Cristã (CDU) e ex-membro do Bundestag alemão.

## Vida
Dietz foi membro do Bundestag alemão por dois mandatos, de 7 de setembro de 1949 a 6 de outubro de 1957. Ela foi eleita através da lista estadual da CDU da Renânia-Palatinado.

## Literatura
Herbst, Ludolf; Jahn, Bruno (2002).  Vierhaus, ed. Biographisches Handbuch der Mitglieder des Deutschen Bundestages. 1949–2002 (em alemão). München: De Gruyter - De Gruyter Saur. 1715 páginas. ISBN 978-3-11-184511-1